# Classe Roberts
La classe Roberts fu un gruppo di due monitori della Royal Navy britannica costruiti durante la seconda guerra mondiale. Le unità, che presero il nome di famosi generali, furono la capoclasse Roberts, completata nel 1941 e la Abercrombie, entrata in servizio nel 1943.
Le caratteristiche della classe erano la imponente torretta binata da 381 mm (presa dai monitori classe Marshall della prima guerra mondiale), il basso pescaggio per favorire l'appoggio sottocosta, una accentuata larghezza delle unità per fornire stabilità e resistenza a mine e siluri e un'alta piattaforma di osservazione per dirigere il tiro.

## Navi
- HMS Roberts (F40), in onore del Maresciallo di campo Frederick Roberts, I conte Roberts.

Costruita nei cantieri John Brown & Company di Clydebank, venne impostata il 30 aprile 1940, varata il 1º aprile del 1941 e completata il 27 ottobre successivo. Riutilizzò la torretta del monitore Marshall Soult. Fornì supporto alle operazioni di terra durante l'Operazione Torch in Nord Africa, durante la quale venne danneggiata da due bombe da 500 kg. Venne riparata in tempo per prendere parte all'Sbarco in Sicilia, l'invasione della Sicilia, agli sbarchi a Salerno (Sbarco a Salerno), al D-Day e all'Operazione Infatuate, ovvero la conquista dell'isola di Walcheren. Venne demolita nel 1965. Uno dei suoi cannoni, utilizzato in precedenza anche dalla Resolution si trova oggi all'esterno dell'Imperial War Museum di Londra insieme a uno appartenuto alla Ramillies.
- HMS Abercrombie (F109), in onore del Generale James Abercrombie.

Costruita nei cantieri Vickers-Armstrongs sul Tyne, venne impostata il 26 aprile 1941, varata il 31 maggio 1942 e completata il 5 maggio 1943. Utilizzò una torretta costruita come ricambio per la Furious. Venne danneggiata da diverse mine durante l'appoggio alla campagna d'Italia, venendo sempre riparata. Venne demolita nel 1954.